# Heimwehr
Eine Heimwehr ist im Allgemeinen eine bewaffnete paramilitärische Einheit. Spezifisch bezeichnet dieser Ausdruck allerdings österreichische paramilitärische „Selbstschutzverbände“ aus der Zwischenkriegszeit des 20. Jahrhunderts. Diese standen hauptsächlich dem christlichsozialen Lager nahe; zum Teil gab es aber auch Verbindungen zum deutschnationalen Lager.

## Geschichte
In Österreich bildeten sich nach Ende des Ersten Weltkriegs Heimwehren in einzelnen Gebieten aus verschiedenen lokalen Einwohnerwehren und Selbstschutzverbänden, die sich später auch bundesländerweise zusammenschlossen.  Ab dem 30. April 1919 wurden aktiv paramilitärische Volksmilizen von der Vorarlberger Landesregierung gegen sozialistische Bestrebungen genehmigt und gefördert und mit Waffen (Gewehren und Maschinengewehren) ausgerüstet bzw. deren Ausrüstung gebilligt. Diese Volksmilizen standen unter der Leitung des Landeshauptmannes Otto Ender. Im Sommer 1920 hatten diese Volksmilizen etwa 3000 Mitglieder, während das Bundesheer in Vorarlberg nur 800 Soldaten unter Waffen hatte.  Diese Volksmilizen wurden vor allem durch die Industrie in Vorarlberg finanziert, aus ihnen gingen in weiterer Folge die Heimwehren in Vorarlberg hervor.
Der erste Verband der in Tirol so genannten Heimatwehr wurde am 12. Mai 1920 vom Landtagsabgeordneten der Tiroler Christlichsozialen, Richard Steidle, gegründet. Steidle war zwischen 1920 und 1935/36 Landesführer der Heimatwehr in Tirol, Stellvertreter waren Anhänger oder Mandatare der Großdeutschen Volkspartei. In der Satzung werden vier Programmpunkte erwähnt, der erste war „Schutz der Verfassung und Abwehr jedes Versuchs einer gewaltsamen Verfassungsänderung“, sodann „Schutz von Personen, Arbeit und Eigentum“, „Unterstützung der bestehenden Staatsgewalt bei Aufrechterhaltung von Ruhe und Ordnung“ und schließlich „Eingreifen bei Elementarereignissen“. Ebenso wird die „Ausschaltung jeder Parteipolitik“ betont, und als private Vereinigung befasse man sich „nicht mit militärischen Dingen“. Bereits daraus ist zu sehen, dass die Heimatwehr keine Organisation einer Partei, sondern eine eigenständige, politisch rechts stehende Einheit war, die im „Marxismus“, d. h. für Tirol vor allem in der Sozialdemokratie, ihren politischen Feind sah.
Zunächst waren die österreichischen Heimwehrgruppen an Grenzstreitigkeiten mit ungarischen und Truppen des SHS-Staates (späteres Jugoslawien) beteiligt. Nachdem Österreichs Staatsgrenzen endgültig geregelt waren, blieb hier als scheinbarer Gegner nur mehr der Austromarxismus, vor dem es nach deren Auffassung das Bürgertum zu schützen galt. Das führte auch dazu, dass in Österreich von Seite des sozialdemokratischen Lagers 1923 der Republikanische Schutzbund als defensives und demokratisches Gegengewicht zu den Heimwehren gebildet wurde.
Als 1927 im Zusammenhang mit den Protesten gegen das Schattendorfer Urteil der Wiener Justizpalast in Flammen aufging und bei den nachfolgenden Zusammenstößen mit der Exekutive über 80 Demonstranten starben – die sozialdemokratische Seite sprach vom so genannten „Julimassaker“ an den Arbeitern –, trat die Heimwehrbewegung vor allem in den Bundesländern bei der Brechung sozialdemokratischer Verkehrsstreiks in Erscheinung und ließ sich vom über den „marxistischen Terror“ geschockten Bürgertum als „Retter in der Not“ feiern. Die Heimwehrbewegung erlebte in den Jahren bis 1930 nun einen gewaltigen Aufschwung in Österreich und war maßgeblich daran beteiligt, dass sich die innenpolitischen Verhältnisse zunehmend radikalisierten.

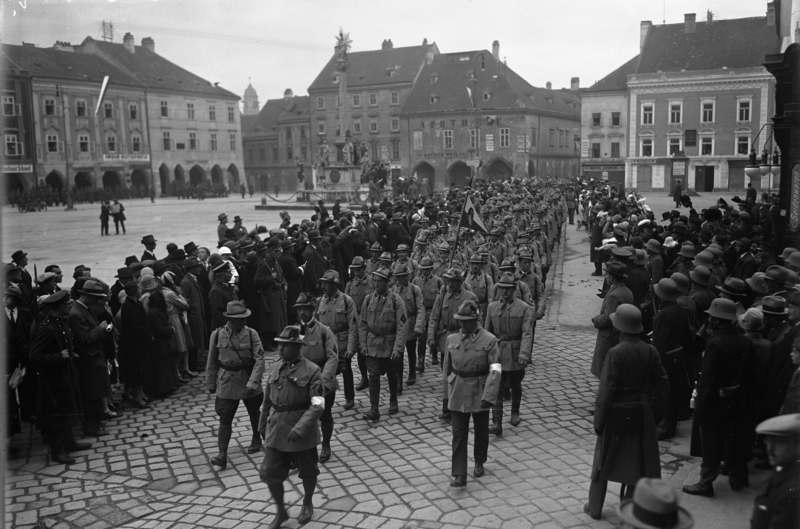
Aufmarsch der Heimwehr in Wiener Neustadt am 7. Oktober 1928

In den Jahren nach 1927 trachtete die Heimwehr, mehr zu sein als der – wie Steidle es ausdrückte – „Kettenhund“, der von den bürgerlichen Parteien je nach Bedarf von der Leine gelassen wird. Viele Heimwehrführer begannen zunehmend politisches Profil zu entwickeln und forderten immer vehementer eine grundlegende Änderung des politischen Systems Österreichs in einem ständischen und autoritären Sinn. Zu diesem Zweck schlossen sich 1927 die verschiedenen Landesverbände der österreichischen Heimwehren zu einer Dachorganisation, dem Bund der österreichischen Selbstschutzverbände, zusammen. Die geforderte Systemänderung versuchten die Heimwehrführer sowohl durch andauernde Agitation auf den Straßen – vorwiegend in Form gewaltiger sonntäglicher Aufmärsche in Märkten (Großgemeinden) und Städten – als auch quasi „hinter den Kulissen“ durch politischen Druck auf die Bundesregierung durchzusetzen. Auf diese Weise erreichten die Heimwehren auch, dass 1929 Johannes Schober Bundeskanzler wurde. Schober, der 1927 Wiener Polizeipräsident gewesen war und auf die Demonstranten hatte schießen lassen, wurde von den Heimwehren als „starker Mann“ angesehen und galt ihrerseits als Hoffnungsträger. Er erwies sich jedoch als eine herbe Enttäuschung, nicht nur, weil er im Streit um die Änderung der österreichischen Verfassung, die 1929 zustande kam und die Stellung des Bundespräsidenten stärkte, einen aus Sicht der Heimwehrfunktionäre völlig inakzeptablen Kompromiss mit den Sozialdemokraten ausgearbeitet hatte, sondern auch, weil er nicht gewillt war, ihren sonstigen Forderungen nachzugeben.

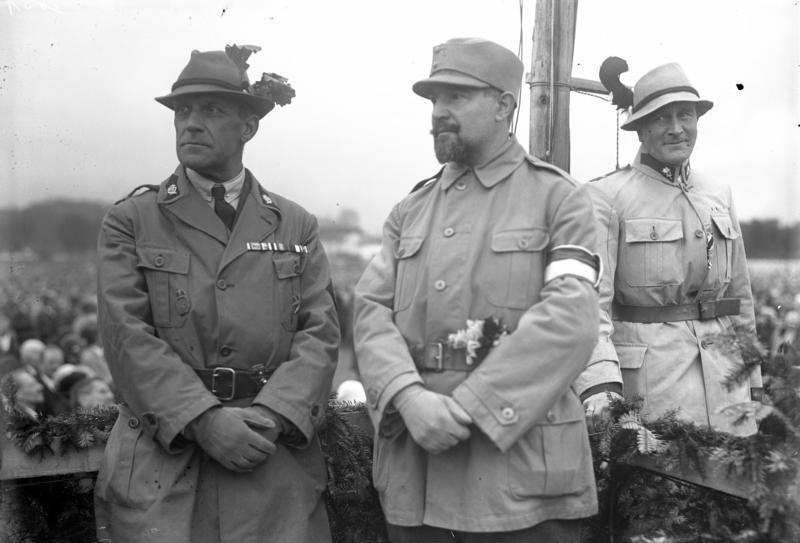
Der Bundesführer der österreichischen Heimwehr Richard Steidle (Mitte), der stellvertretende steirische Führer Reinhart Bachofen von Echt (links) und der steirische Kreisführer Hans von Pranckh (rechts hinten), Foto auf der Heimwehr-Tribüne auf der Neuklosterwiese beim Aufmarsch der Heimwehr und des Schutzbundes in Wiener Neustadt am 7. Oktober 1928

Der Fehlschlag im Verfassungsstreit und die Weltwirtschaftskrise leiteten schließlich eine Phase der Stagnation und des zunehmenden Auseinanderdriftens der Heimwehrbewegung ein, der Bundesführer Steidle im Mai 1930 mit dem so genannten Korneuburger Eid beizukommen hoffte, dessen antidemokratische Stoßrichtung bereits auf den Austrofaschismus verweist. Auch dieser Versuch, der von Anfang an heterogenen Heimwehrbewegung quasi im Nachhinein eine Ideologie überzustülpen und solcherart für mehr Geschlossenheit zu sorgen, führte nicht zu ihrem Wiedererstarken. Um die Initiative nun endgültig zurückzugewinnen und die geforderte Systemänderung in Richtung eines autoritären Ständestaates doch noch durchzusetzen, rang sich der im September 1930 neu gewählte Bundesführer der Heimwehren, Ernst Rüdiger Starhemberg, zu einer Regierungsbeteiligung durch und setzte durch, dass sich die Heimwehren, die stets ein erklärter Gegner des Parlamentarismus gewesen waren, unter der Bezeichnung Heimatblock an den Nationalratswahlen des Jahres 1930 beteiligten.
Das Wahlergebnis des Heimatblockes blieb allerdings weit hinter den Erwartungen zurück und schwächte den inneren Zusammenhalt der Heimwehrbewegung weiter. Starhemberg machte schließlich Walter Pfrimer, der Vertreter eines radikalen Kurses innerhalb der Heimwehrbewegung war und in der Steiermark bereits mehrmals Gewalt zur Durchsetzung politischer Forderungen angewandt hatte, als neuem Bundesführer Platz. Angesichts der Tatsache, dass alle bisher eingeschlagenen Wege, die gewünschte Systemänderung durchzusetzen, gescheitert waren, der Zerfall der Heimwehren weiter voranschritt und sie auch zunehmendem Druck seitens der stärker werdenden österreichischen Nationalsozialisten ausgesetzt waren, setzte Pfrimer nun alles auf eine Karte: Durch einen Staatsstreich sollten die Forderungen der Heimwehren endlich umgesetzt und damit alle Probleme auf einen Schlag gelöst werden. Der Pfrimer-Putsch im September 1931 scheiterte kläglich und sorgte letztlich dafür, dass die Heimwehrbewegung nun vollends in einen „regierungstreuen“ Flügel um Richard Steidle und Ernst Rüdiger Starhemberg und einen „regierungsfeindlichen“ Flügel um Konstantin Kammerhofer, den Führer des Steirischen Heimatschutzes, der das größte Segment innerhalb der Heimwehrbewegung ausmachte, zerfiel.
Auch als der Ständestaat unter Bundeskanzler Engelbert Dollfuß ab 1933 Wirklichkeit zu werden begann, blieben die Heimwehren ein Unruhefaktor. Beginnend in Tirol, wo es am 30. Jänner 1934 in zahlreichen Orten zu bewaffneten Großaufmärschen der Heimatwehr und zur Forderung nach Einsetzung eines autoritären Landesausschusses unter Beteiligung von Heimatwehrmitgliedern kam, ging in der Folgezeit eine Art „rollende[r Heimwehr-]Putsch“ durch die österreichischen Bundesländer, der für eine bis dahin kaum jemals da gewesene innenpolitische „Hochspannung“ sorgte, die sich schließlich in den Februarkämpfen gegen die Sozialdemokraten entlud.

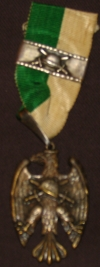
Abzeichen der Heimwehr zur Erinnerung an die Februarkämpfe 1934

Nach der Auflösung der Sozialdemokratischen Partei am 12. Februar 1934 wurde die NSDAP zum neuen Feindbild jener Heimwehrverbände, die den politischen Kurs der Bundesregierung mittrugen, während sich die Verbände Steiermarks und Kärntens immer mehr in Richtung NSDAP bewegten und schließlich organisatorisch mit dieser verschmolzen.
Im austrofaschistischen Ständestaat (1933–1938) hatten die Heimwehren unter anderem im Rahmen des Schutzkorps polizeiliche und sicherheitstechnische Aufgaben. Während der Februarkämpfe und des nationalsozialistischen Juliputsches übernahmen sie nicht nur Aufklärungs-, Wach- und Sicherungsaufgaben, sondern führten selbstständig auch kleinere Kampfaufträge aus, wodurch sie die übrigen auf Regierungsseite kämpfenden Formationen (Gendarmerie und Bundesheer) wesentlich entlasteten. Als 1936 sämtliche Wehrverbände aufgelöst wurden, gingen die Heimwehren großteils in der Vaterländischen Front und in der Frontmiliz auf.

## Politische Zuordnung
Zwar standen die Heimwehren der Christlichsozialen Partei und auch dem Deutschnationalen Lager nahe, und sie wurden von Ignaz Seipel und anderen christlichsozialen Politikern unterstützt. Die Heimwehren waren aber schon bald darauf bedacht, eine eigenständige politische Rolle zu spielen. Das Korneuburger Programm nahm eine Gegenposition zum Linzer Programm der Sozialdemokraten ein, das auf demokratische Machtübernahme ausgerichtet war, in welchem aber Formulierungen enthalten waren, die als Streben nach einer Diktatur des Proletariats interpretiert werden konnten.
Versuche, die Heimwehren bundesweit unter einheitlicher Führung zusammenzuschließen, wurden zwar mehrmals unternommen, scheiterten langfristig allerdings an den differierenden Zielsetzungen der einzelnen Heimwehrverbände und -gruppen und den Rivalitäten ihrer maßgeblichen Führer (Walter Pfrimer, Ernst Rüdiger Starhemberg, Richard Steidle). Besonders der Steirische Heimatschutz und die Kärntner Heimwehr lehnten den christlich-ständestaatlichen Kurs der Bundesführung ab und näherten sich zusehends der NSDAP an. Die Heimwehr wurde daher nie die starke, geeinte und überparteilich agierende „Volksbewegung“, als die sie sich gerne ausgab.
Offen antisemitisch traten vor allem der Kärntner und der steirische Teil der Heimwehren auf, so forderten sie u. a. einen Boykott jüdischer Geschäfte, auch waren Juden ab 1933 nicht als Mitglieder zugelassen. Die Einstellung der restlichen Heimwehren war weniger eindeutig. Zwar wurde auch bei ihnen durchaus Antisemitismus als politische Waffe benutzt, beispielsweise gegen Flüchtlinge aus dem Osten oder gegen die angeblich „jüdische“ Sozialdemokratie, insgesamt waren diese Vorbehalte jedoch stärker opportunistisch als ideologisch geprägt und spielten als integratives Element der Bewegung zumindest keine dominierende Rolle.
Die Heimwehrgruppen wurden von Industriekreisen (z. B. Österreichisch-Alpine Montangesellschaft) und Großgrundbesitzern, vor allem aus der Steiermark, sowie durch die italienischen Faschisten, das ungarische Regime und Gruppierungen der bayerischen Rechten (z. B. Organisation Kanzler) finanziell, logistisch und mit Waffenlieferungen unterstützt. Als militärische „Berater“ und Funktionäre fungierten zahlreiche Frontoffiziere des Ersten Weltkriegs (unter anderem Ellison, Gallian, Hülgerth, Lustig-Prean, Polten und Pranckh).
Da Mussolini der Ansicht war, die Heimwehren würden ihr Ziel, Österreich faschistisch zu machen, nicht erreichen, stoppte er im Oktober 1933 seine finanziellen Zuwendungen an die Organisation. Starhemberg trat auch an rechtsgerichtete Kreise in Großbritannien heran – unter anderem an Sir Oswald Mosley –, von denen jedoch keine finanzielle Unterstützung erfolgte. Der Steirische Heimatschutz Kammerhofers erhielt bis Mitte 1932 Geld von der deutschen Reichsregierung.

## Uniformierung

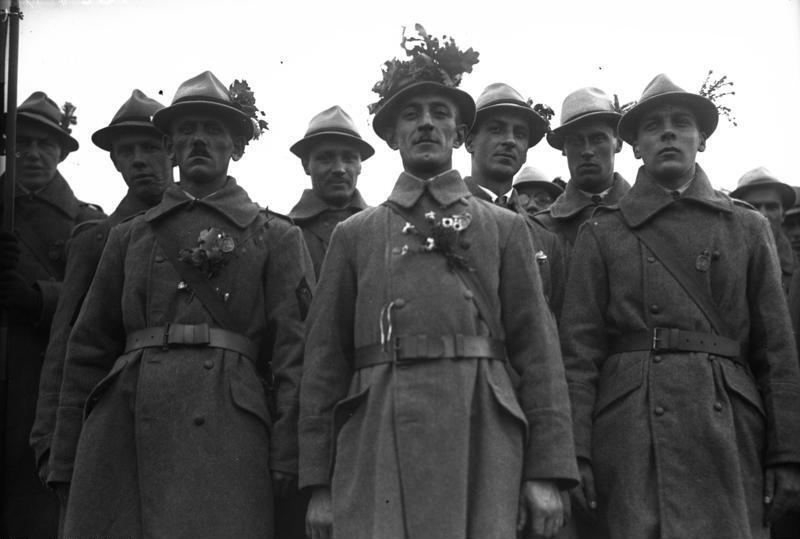
Angehörige der Heimwehr in Wiener Neustadt am 7. Oktober 1928

Aufgrund ihrer Kopfbedeckung, einem Hut oder einer Kappe mit einem „Spielhahnstoß“ (waidmännischer Ausdruck für die Schwanzfedern des Birkhahns), welcher von den Tiroler Landesschützen übernommen wurde, nannte man sie auch „Hahnenschwanzler“. Unter ihren Gegnern kursierte der Spottvers:

„Hahnenschwänzler, Hahnenschwänzler bist ein armer Tropf.
Was der Hahn am Hintern hat, trägst du stolz am Kopf.“

Grundsätzlich war eine einheitliche Uniformierung der Heimwehrmitglieder beabsichtigt, zu beobachten war eine solche jedoch nur selten, da die Mitglieder im Allgemeinen selbst für ihre Bekleidung aufkommen mussten. Daher waren die Heimwehrmänner sowohl mit militärischen als auch zivilen Kleidungsstücken aller Art versehen. Lediglich die als Jägerbataillone bezeichneten mobilen Heimwehr-Formationen, die als eine Art schnelle Eingreiftruppe fungieren sollten, waren komplett und relativ einheitlich uniformiert, was nicht zuletzt dadurch ermöglicht wurde, dass Starhemberg ihre Ausrüstung auch mit eigenen Mitteln finanzierte.

## Museale Rezeption
Im Wiener Heeresgeschichtlichen Museum befinden sich Uniformen u. a. auch von weiblichen Angehörigen der Heimwehr und der Ostmärkischen Sturmscharen.

### Monographien
- Wilhelm Chraska: Die Heimwehr und die Erste Republik Österreich. Überlegungen zur österreichischen Staatswerdung nach dem Zusammenbruch der Monarchie 1918. Kiel 1981.
- Earl C. Edmondson: The Heimwehr and Austrian Politics 1918–1936. University of Georgia Press, Athens 1978, ISBN 0-8203-0437-9.
- Andreas Fraydenegg-Monzello: Volksstaat und Ständeordnung. Die Wirtschaftspolitik der steirischen Heimwehren 1927–1933. (=Forschungen zur geschichtlichen Landeskunde der Steiermark, Bd. 65). Böhlau Verlag, Wien 2015, ISBN 978-3-205-79599-5.
- Lothar Höbelt: Die Heimwehren und die österreichische Politik 1927–1936: Vom politischen „Kettenhund“ zum „Austro-Fascismus“? Aresverlag, Graz 2016, ISBN 978-3-902732-66-8.
- Josef Hofmann: Der Pfrimer-Putsch. Der steirische Heimwehrprozess des Jahres 1931 (=Publikationen des Österreichischen Instituts für Zeitgeschichte, Bd. 4). Stiasny-Verlag, Wien/Graz, 1965.
- Lajos Kerekes: Abenddämmerung einer Demokratie. Mussolini, Gömbös und die Heimwehr. Europa Verlag, Wien / Frankfurt / Zürich 1966.
- John T. Lauridsen: Nazism and the Radical Right in Austria 1918–1934. (=Danish Humanist Texts and Studies, Bd. 32) Museum Tusculanum Press, Kopenhagen, 2007, ISBN 978-87-635-0221-4.
- Walter Wiltschegg: Die Heimwehr. Eine unwiderstehliche Volksbewegung? (= Studien und Quellen zur österreichischen Zeitgeschichte. Band 7). Verlag für Geschichte und Politik, Wien 1985, ISBN 3-7028-0221-5.

### Beiträge in Zeitschriften und Sammelwerken
- Earl C. Edmondson: Heimwehren und andere Wehrverbände. In: Herbert Dachs, Ernst Hanisch, Anton Staudinger, Emmerich Tálos (Hrsg.): Handbuch des politischen Systems Österreichs. Erste Republik 1918–1933. Manz Verlag, Wien 1995, ISBN 3-214-05963-7.
- Otto Naderer: Die österreichische Heimwehr im Kräftespiel der Innenpolitik und als Wegbereiter des Faschismus. In: Pallasch. Zeitschrift für Militärgeschichte. Bd. 7 (2003), Heft 15, S. 2–20.
- Martin Prieschl: Die Heimwehr. In: TRUPPENDIENST – Zeitschrift für Ausbildung, Führung und Einsatz. Heft 313, S. 43–50, Wien 2010.
- Martin Prieschl: Heimatschutz in Oberösterreich. In: Oberösterreich 1918–1938 III. (herausgegeben vom Oberösterreichischen Landesarchiv). Linz 2015, ISBN 978-3-902801-23-4, S. 187–229.
- Lothar Höbelt: Italien und die Heimwehr 1928–1934. In: Maddalena Guiotto, Helmut Wohnout: Italien und Österreich im Mitteleuropa der Zwischenkriegszeit / Italia e Austria nella Mitteleuropa tra le due guerre mondiali, Böhlau, Wien 2018, ISBN 978-3-205-20269-1, S. 349–370.